# عفص غربي
العفص الغربي أو عفص كندا أو شجرة الحياة الشرقية (باللاتينية: Thuja occidentalis) نوع نباتي شجري ينتمي إلى جنس العفص من الفصيلة السروية.

## الانتشار
موطنه شرق أمريكا الشمالية ومنها انتقل إلى أوروبا حيث يزرع كنبات زينة.